# Jang Seung-jo
Đây là một tên người Triều Tiên, họ là Jang.
Jang Hyun-deok (tiếng Hàn: 장현덕; sinh ngày 13 tháng 12 năm 1981), được biết đến với nghệ danh Jang Seung-jo là nam diễn viên người Hàn Quốc. Anh được biết đến với các vai diễn trong Money Flower (2017), Familiar Wife (2018) và Gặp gỡ (2018).

## Tiểu sử

### Giáo dục
- Trường trung học Gwangmyeong (광명고등학교) – Đã tốt nghiệp
- Đại học Sangmyung (상명대학교), Khoa Điện ảnh – Đã tốt nghiệp Cử nhân

## Danh sách phim

### Phim
| Năm  | Nhan đề          | Vai diễn       | Ghi chú | Ng.   |
| ---- | ---------------- | -------------- | ------- | ----- |
| 2010 | Romantic Debtors | Dong-ryul      |         | [ 5 ] |
| 2017 | Heart Blackened  | Quản lý studio |         | [ 5 ] |
| 2020 | Sở thú thoát ế   | Sungmin        |         | [ 6 ] |

### Phim truyền hình
| Năm     | Nhan đề             | Kênh | Vai diễn       | Ghi chú   | Ng.    |
| ------- | ------------------- | ---- | -------------- | --------- | ------ |
| 2017    | Teacher Oh Soon Nam | MBC  | Cha Yoo-min    |           | [ 7 ]  |
| 2017    | The Package         | JTBC | Bae Hyeong-goo | Vai phụ   | [ 8 ]  |
| 2017    | Money Flower        | MBC  | Jang Boo-cheon | Vai chính | [ 9 ]  |
| 2018    | Người vợ thân quen  | tvN  | Yoon Joong-hoo | Vai chính | [ 10 ] |
| 2018    | Gặp gỡ              | tvN  | Jung Woo-seok  | Vai phụ   | [ 11 ] |
| 2019    | Chocolate           | JTBC | Lee Joon       | Vai chính | [ 12 ] |
| 2020    | Thanh tra mẫu mực   | JTBC | Oh Ji-hyuk     | Vai chính | [ 13 ] |
| 2021–22 | Snowdrop            | JTBC | Lee Kang-moo   | Vai chính | [ 14 ] |

## Giải thưởng và đề cử
| Năm  | Lễ trao giải                                               | Hạng mục                                                           | (Những) Người / Tác phẩm được đề cử | Kết quả   | Ng.    |
| ---- | ---------------------------------------------------------- | ------------------------------------------------------------------ | ----------------------------------- | --------- | ------ |
| 2016 | Giải thưởng phim truyền hình SBS (SBS Drama Awards)        | Giải thưởng đặc biệt, Nam diễn viên trong phim truyền hình dài tập | Làm rể lần hai                      | Đề cử     |        |
| 2017 | Giải thưởng phim truyền hình MBC (MBC Drama Awards)        | Nam xuất sắc trong phim truyền hình cuối tuần                      | Money Flower                        | Đoạt giải | [ 15 ] |
| 2018 | Giải thưởng Ngôi sao APAN lần thứ 6 (6th APAN Star Awards) | Giải thưởng xuất sắc, Nam diễn viên trong phim truyền hình dài tập | Money Flower                        | Đoạt giải | [ 16 ] |
| 2019 | Giải thưởng Soompi lần thứ 14 (14th Soompi Awards)         | Nam diễn viên phụ xuất sắc nhất trong phim truyền hình dài tập     | Người vợ thân quen                  | Đề cử     |        |